# Bretthausen
Bretthausen település Németországban, Rajna-vidék-Pfalz tartományban. Lakosainak száma 208 fő (2023. december 31.).

## Népesség
A település népességének változása:
| Lakosok száma | 148  | 185  | 192  | 203  | 213  | 208  |
|               | 1975 | 2017 | 2019 | 2021 | 2022 | 2023 |